# Kaitlyn (wrestlerka)
Celeste Beryl Bonin (również Celeste Braun; ur. 7 października 1986 w Houston, Teksas) – amerykańska wrestlerka, kulturystka, modelka fitness i przedsiębiorczyni, bardziej znana spod pseudonimu ringowego jako Kaitlyn podczas występów w federacji World Wrestling Entertainment (WWE). Zwyciężczyni sezonu III programu WWE NXT (2010) oraz jednokrotna posiadaczka mistrzostwa WWE Divas Championship (2013).

## Kariera

### Początki kariery sportowej oraz fitness i kulturystyka
W dzieciństwie trenowała piłkę nożną. W 2006 mając 19 lat rozpoczęła karierę w fitnesie i kulturystyce. W 2007 zdobyła tytuł John Sherman Classic Bodybuilding Figure and Fitness Championship od National Physique Committee (NPC), a także ukończyła na 5. miejscu zawody Arnold Classic w kategorii NPC Figure Class D. Również w 2007 znalazła się w pierwszej piątce kulturystek w zawodach Musclemania Superbody w kategorii Figure Universe – Tall. W 2008 została Miss Listopada kalendarza Hardfitness Calendar oraz zajęła 16. pozycję w zawodach NPC Junior Nationals w kategorii NPC Figure.

### World Wrestling Entertainment / WWE (2010 – 2014; 2018, 2019)
W lipcu 2010 podpisała kontrakt rozwojowy z federacją wrestlingu World Wrestling Entertainment (WWE) i rozpoczęła treningi na terytorium rozwojowym WWE – Florida Championship Wrestling (FCW). W FCW zadebiutowała pod własnym imieniem podczas konkursu bikini na live evencie tej federacji. Niedługo potem przyjęła pseudonim Ricki Vaughn. Jej telewizyjny debiut nastąpił 29 sierpnia 2010, gdzie wystąpiła jako jedna z lumberjill podczas walki AJ Lee z Naomi Knight.
W dniu 7 września 2010 dołączyła do obsady 3. sezonu programu WWE NXT pod pseudonimem Kaitlyn, zastępując Aloisię, a jej trenerką została Vickie Guerrero. W NXT zadebiutowała 14 września w mixed tag team matchu u boku Dolpha Zigglera przeciwko AJ Lee i Primo. W następnych tygodniach prowadziła feud z własną mentorką Vickie Guerrero, przeciwko której się obróciła po gali Night of Champions (2010). W dniu 30 listopada 2010 zwyciężyła w sezonie 3. NXT pokonując w finale Naomi i zostając WWE Breakout Diva.
Na początku grudnia 2010 Kaitlyn wystąpiła na SmackDown w segmencie u boku Vickie Guerrero i Dolpha Zigglera, gdzie ogłosiła swoje dołączenie do rosteru SmackDown po tym jak generalny menedżer SmackDown – Theodore Long zakontraktował ją na występy w tym programie dzięki zwycięstwu w NXT. 28 stycznia 2011 zadebiutowała na SmackDown w walce u boku Kelly Kelly przeciwko drużynie LayCool. 27 maja 2011 podczas jednego z odcinków SmackDown utworzyła tag team z AJ Lee o nazwie The Chickbusters, który prowadził feud z Alicią Fox i Taminą Snuka. W grudniu 2011 przeszła heel turn, stając się antagonistką i przechodząc do stajni Divas of Doom.
W lutym 2012 powróciła do NXT prowadząc rywalizację z Maxine oraz wchodząc w relację z Derrickiem Batemanem. W kwietniu 2012 ponownie zaczęła występować na SmackDown, gdzie początkowo chciała wspierać AJ Lee, jednak ta odrzuciła jej pomoc, co skonfrontowało obie zawodniczki i doprowadziło do feudu między nimi. W sierpniu 2012 Kaitlyn została asystentką generalnego menadżera SmackDown – Bookera T, jednak niedługo potem przegrała walkę z Eve Torres o to stanowisko. W kolejnych miesiącach prowadziła rywalizację z Eve Torres i Aksaną.
W dniu 14 stycznia 2013 Kaitlyn zdobyła swój pierwszy tytuł mistrzowski w WWE – WWE Divas Championship, pokonując podczas jubileuszowego odcinka Raw (20-lecie programu) Eve Torres w swoim rodzinnym mieście Houston w Teksasie. Mistrzostwo Diw straciła na gali Payback (2013) będąc pokonaną przez AJ Lee – tym samym dobiegł końca jej 153-dniowy okres utrzymywania tytułu. W kolejnych miesiącach prowadziła ponownie feud z AJ Lee, jednak już nie sięgnęła kolejnego mistrzostwa. W styczniu 2014 rozwiązała kontrakt z WWE, stwierdzając zajęcie się własnym biznesem związanym z fitnessem.
W lipcu 2014 ogłosiła zerwanie z biznesem zawodowych zapasów na rzecz skupienia się na własnym małżeństwie zawartym z PJ Braunem oraz linią odzieżową, którą stworzyła miesiąc wcześniej.
W lipcu 2018 WWE ogłosiło jej powrót do federacji jako uczestniczkę turnieju Mae Young Classic (2018). 8 sierpnia 2018 wystąpiła po raz pierwszy w WWE od 4,5 roku, pokonując w pierwszej rundzie turnieju Mae Young Classic Kavitę Devi, następnie przegrała walkę z Mią Yim. 22 lipca 2019 pojawiła się w segmencie podczas specjalnego odcinka WWE Raw – Raw Reunion u boku Torrie Wilson, Alicii Fox i Santino Marelli.

### Federacje niezależne (2018 – obecnie)
W lutym 2018 powróciła do biznesu zawodowych zapasów występując po raz pierwszy w walce wrestlingowej od prawie 4 lat. Bonin zawalczyła pod własnym imieniem podczas gali Breaking Chains federacji Coastal Championship Wrestling pokonując Rachael Ellering. W październiku 2019 zdobyła inauguracyjne mistrzostwo Slamforce Africa Women’s Championship.

### Inne media i własne przedsięwzięcia
Bonin okazjonalnie pracuje dla serwisu hardbodynews.com, gdzie udziela wywiadów, publikuje zdjęcia oraz pisze bloga. W 2009 pojawiła się w kalendarzu czasopisma Flex Magazine. W kwietniu 2016 pojawiła się na okładce magazynu Iron Man poświęconego kulturystyce i sportom siłowym. Jej postać pojawiła się również w grze komputerowej WWE 2K14.
W czerwcu 2014 otworzyła sklep odzieżowy inspirowany fitnessem o nazwie Celestial Bodiez. Była również promotorką sklepu z suplementami dla sportowców  Blackstone Labs and Prime Nutrition prowadzonego przez jej pierwszego męża PJ Brauna. W 2015 została współwłaścicielką baru smoothie przy centrum fitnessu Busy Body Fitness Center wraz z PJ Braunem w Boca Raton na Florydzie.

### Tytuły i osiągnięcia

Kaitlyn w październiku 2015.

#### Fitness i kulturystyka
- National Physique Committee
  -  John Sherman Classic Bodybuilding Figure and Fitness Championship
  - Arnold Classic NPC Figure Class D Competition (5. miejsce)

#### Wrestling
- Defiant Pro Wrestling
  - DPW Women’s Championship (1 raz)
- Pro Wrestling Illustrated
  - Sklasyfikowana na 5. miejscu wśród 50 najlepszych wrestlerek w zestawieniu PWI Female 50 w 2013.
- Slamforce Africa
  - SFA Women’s Championship (1 raz)
- Wrestling Observer Newsletter
  - Najgorsza walka w wrestlingu (Worst Worked Match of the Year; 2010) vs. Maxine na NXT w dniu 19 października 2010.
  - Najgorsza walka w wrestlingu (Worst Worked Match of the Year; 2013) kobiecy 14-osobowy elimination tag team match na gali Survivor Series (2013) w dniu 24 listopada 2013.
- WWE
  - WWE Divas Championship (1 raz)
  - Sklasyfikowana na 49. miejscu wśród 50 najważniejszych wrestlerek federacji WWE wszech czasów (2021)
  -  Zwyciężczyni sezonu 3 NXT

## Życie osobiste
Ma pochodzenie meksykańskie. W 2014 poślubiła kulturystę PJ Brauna. W 2017 ogłosiła, że odeszła od męża. Ich rozwód został sfinalizowany we wrześniu 2017. Za swojego wrestlingowego idola uważa Billa Goldberga. W kwietniu 2021 ogłosiła na swoim profilu w serwisie Instagram zaręczyny z Grantem Dziakiem (prezesem fundacji Project This is Me).